# Sankt Eriks katolska församling
Sankt Eriks katolska församling, också känd som Katolska domkyrkoförsamlingen, är en romersk-katolsk församling som geografiskt omfattar Stockholm söder om Södermalm.
Församlingens kyrka, Sankt Eriks katolska domkyrka, belägen vid Folkungagatan 46 på Södermalm i Stockholm utgör domkyrka för hela katolska Sverige, eftersom Katolska kyrkan i Sverige utgör ett enda stift genom Stockholms katolska stift. Kyrkan är helgad åt Sankt Erik.